# اوچی-کاندا

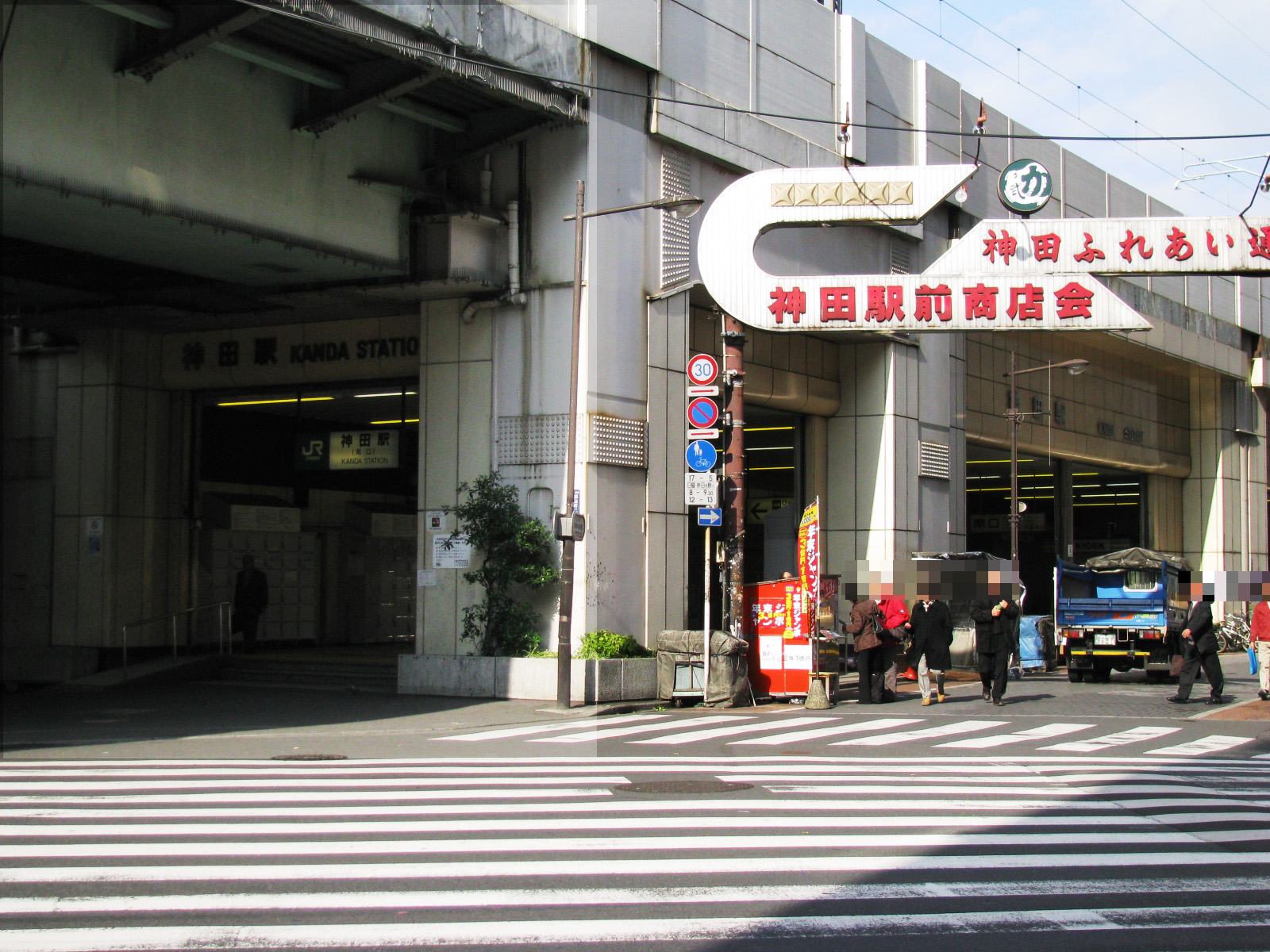
در جنوبی ایستگاه کاندا.

اوچی-کاندا (به ژاپنی: (内神田, Uchi-Kanda) یکی از محله‌های توکیو پایتخت ژاپن است که در منطقهٔ چیودا واقع شده‌است. این محله به ۳ محلهٔ کوچکتر تقسیم می‌شود. 

## ایستگاه راه آهن
- جی آر، خط یامانوته، خط چوئو-هونسن، خط که‌ایهین-توهوکو، ایستگاه کاندا